# Стрелітція королівська
Стрелі́ція королі́вська (Strelitzia reginae) — отруйна багаторічна рослина родини стрелітцієвих, також відома під назвами ра́йська пта́шка, журавли́на кві́тка. Цінна декоративна культура відкритого та захищеного ґрунту.

## Назва
Епітет «королівська» слугує уточненням до родової назви «стрелітція», яка, в свою чергу, була надана рослині на честь англійської королеви Шарлотти — засновниці Королівських ботанічних садів в К'ю. Народні назви вказують на оригінальну форму квіток, що нагадує чубчик вінценосного журавля чи то пір'я райських птахів.

## Опис

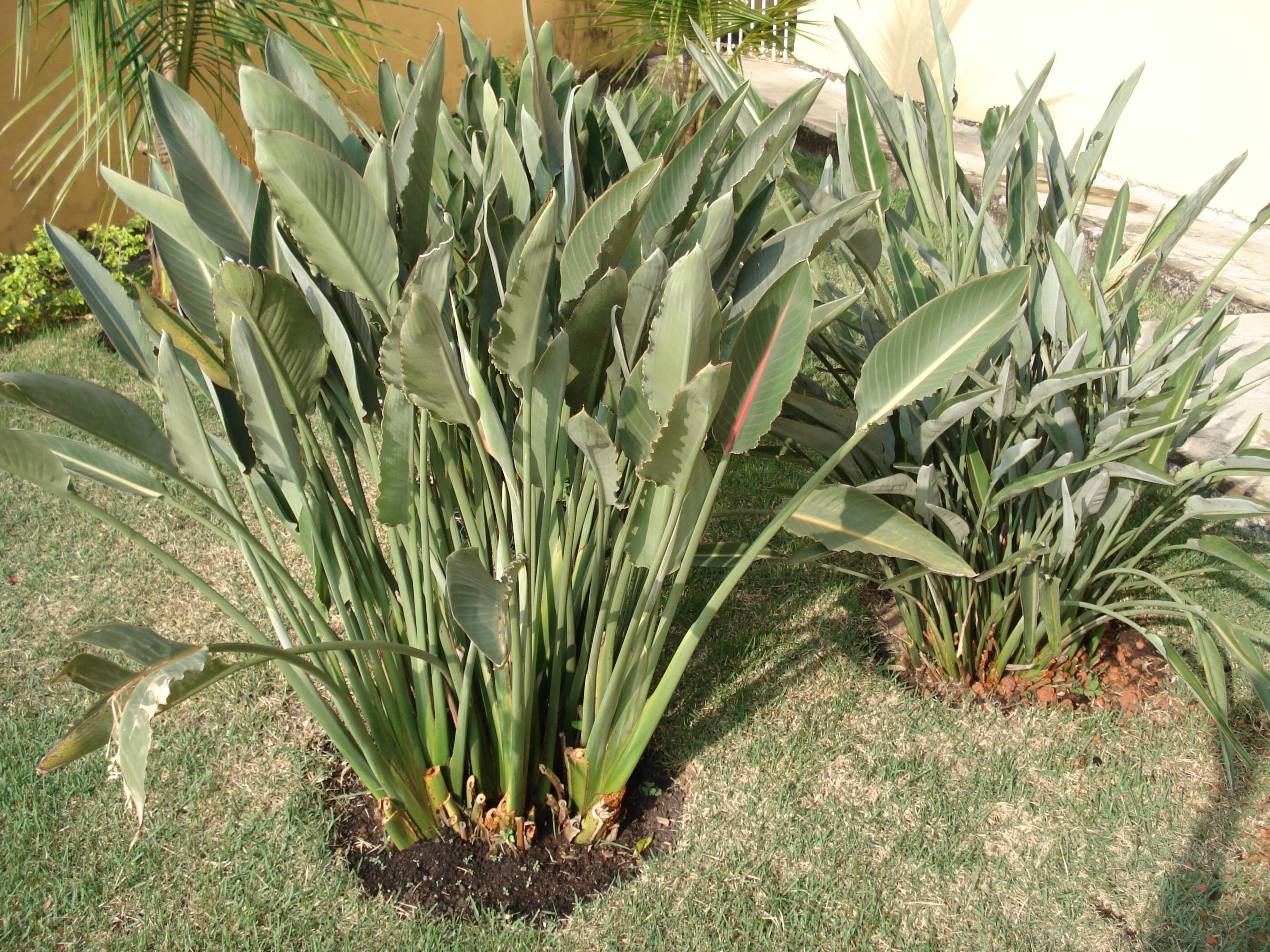
Загальний вигляд неквітучих рослин

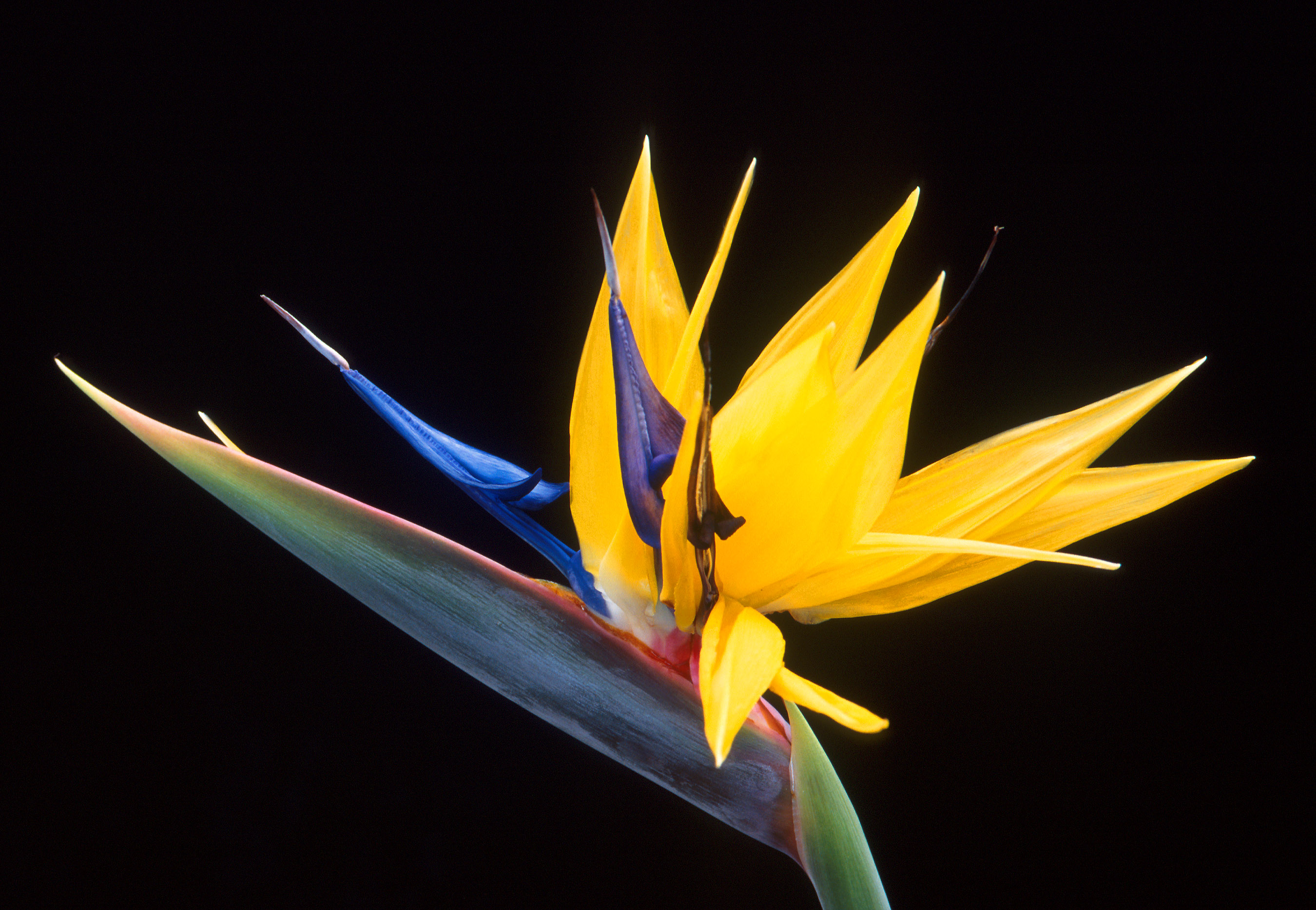
Суцвіття з двох квіток

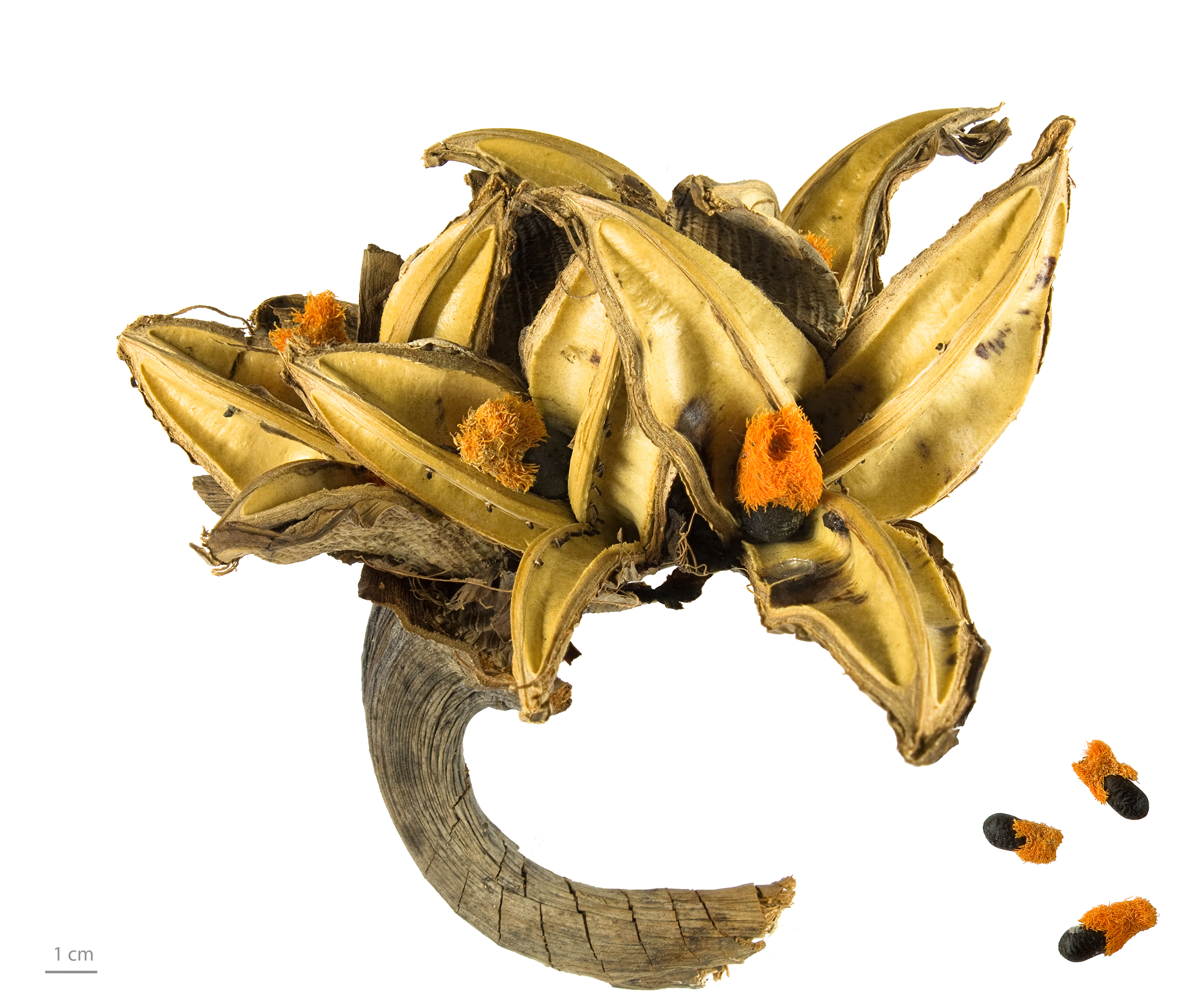
Плоди з насінням

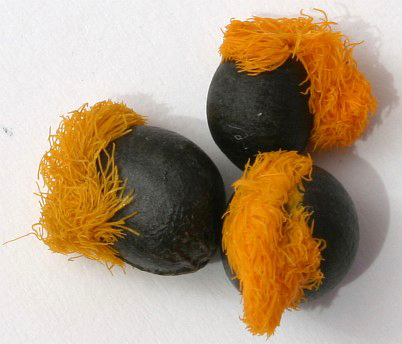
Насінини великим планом

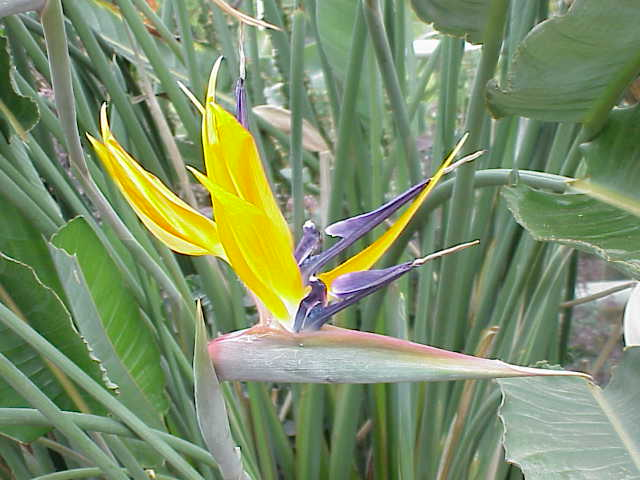
Стрелітція королівська форма цитринова

Вічнозелена трав'яниста рослина заввишки 1–2 м. Кореневище коротке, розгалужене; корені соковиті, ламкі, завтовшки до 7 мм. Листки з черешками завдовжки 50–100 см, завширшки до 1 см, розташованими в два ряди так, що їх сукупність нагадує віяло. Їх основи розширюються у невеликі піхви і формують несправжнє стебло. Воно пряме, голе, вкорочене, міцне, трохи сплюснуте. Листкова пластинка гола, жорстка, шкіряста, довгасто-ланцетна, сизувато-зелена, завдовжки 25–70 см, завширшки 10–40 см. Жилкування пірчасте, жилки рельєфні, причому центральна білувата або червонувата жилка зверху виглядає дещо вдавленою, а знизу помітно виступає над поверхнею листкової пластинки.
квітконоси міцні, довгі, дещо підіймаються над листям. В залежності від віку рослини їх може бути від 6 до 35 штук. Приквіток цупкий, пурпурово-червонуватий, завдовжки 12–25 см, під час цвітіння розташований горизонтально і перпендикулярно до осі квітконоса. Суцвіття — видозмінений малоквітковий завиток. Квіти великі (10–15 см завширшки), сидячі, двостатеві, зигоморфні, без запаху. Оцвітина тричленна, дворядна. Чашолистки довгасто-яйцеподібні, помаранчеві, вільні. Пелюстки сині, з них дві зростаються разом на кшталт стріли й охоплюють пружний стовпчик і 5 тичинок. Плід — тригнізда розкривна коробочка, що містить від 6 до 80 насінин. Насінини завширшки до 0,7 см, сидячі, кулясті, гладенькі, лискучі, чорні, з принасінником у вигляді густого помаранчевого опушення з одного боку.
Листя, квіти та насіння стрелітції королівської мають слабкі отруйні властивості.

## Екологія
Світло-, тепло- та помірно вологолюбний вид. В природі зростає по берегах річок, на узліссях та вирубках, віддає перевагу нейтральним, глинисто-дерновим ґрунтам з домішками піску, торфу, перегною. Добре розвивається на освітлених місцях, але прямі сонячні промені влітку можуть завдати шкоди. Рослини гинуть при температурі вище 45 °C та нижче −2…-5°C, хоча ушкоджень зазнають вже при температурі нижче 10 °C. Оптимальною для вирощування в культурі є зимова температура 12–15 °C при вологості повітря 60–65% і літня 20–25 °C при вологості повітря 80–85%.
Період цвітіння триває з осені до ранньої весни, зазвичай з двома піками в жовтні-листопаді та в лютому-березні. Від появи квітконоса до розкриття першої квітки проходить два місяці. Квітки у суцвітті розквітають з інтервалом в 3–4 дні. Цвітіння кожної з них триває 10–12 днів, а суцвіття загалом зберігає декоративність протягом 3–5 тижнів. Запилення в природі відбувається за допомогою нектарниць, які сідають на приквіток, щоб поласувати нектаром, а в цей час пиляки вистрелюють в них пилком. В культурі застосовують штучне запилення пензликом, яке найбільш ефективне на другий день після розкриття квітки.
Плодоношення затримує бутонізацію і зменшує кількість суцвіть під час наступного цвітіння. Насіння дозріває через 175–185 днів після запилення. Свіже насіння проростає через 25–30 діб, насіння, що зберігалося протягом місяця, — через 40–45 діб, насіння, що зберігалося до півроку, може прорости через 6–12 місяців після посіву, насіння, що зберігалося понад півроку втрачає схожість. Розвиток сіянців відбувається повільно, наприклад, перший листок розгортається через 20–25 днів, другий з'являється лише через 4–5 місяців. В подальшому розвиток рослини дещо прискорюється, але перше цвітіння настає лише у 5–6-річному віці.
Окрім насіннєвого можливе вегетативне розмноження поділом куща, але після нього розвиток дочірніх рослин дещо уповільнюється, тому повного розвитку вони досягають лише через 2 роки.

## Поширення
Первинний ареал стрелітції королівської охоплював терени Південної Африки. Наразі як популярна декоративна культура ця рослина акліматизована практично в усіх тропічних та субтропічних районах як от в Австралії, Мексиці, Белізі, Гаяні, Бангладеш, на островах Мадейра, Мартиніка, Гаїті, архіпелазі Хуан-Фернандес, у штатах Флорида та Каліфорнія (США). Певним чином можна сказати, що стрелітція королівська поширена і в помірному поясі, де її часто вирощують в захищеному ґрунті.

## Застосування
Завдяки привабливим квітам і тривалому періоду цвітіння стрелітція королівська набула значної популярності серед садівників. В культурі вона відома з XVIII століття. В регіонах з теплим кліматом її можна часто побачити не тільки в садах і квітниках, але і на узбіччях доріг, посеред вуличних газонів. У Лос-Анджелесі цей вид став настільки поширеним, що був офіційно визнаний «квіткою міста». В помірних регіонах планети стрелітцію королівську можна побачити в оранжереях ботанічних садів. Крім того, її вирощують в кімнатах, а також використовують як чудовий матеріал для складання букетів.
Найбільш відомі сорти Mandela's Gold з жовтими квітами, названий на честь Нельсона Мандели, та Humilis (він же Pygmaea) заввишки лише 80 см, з якого утворюють щільні групи на газонах.

### Вирощування
Найкращий час для посіву насіння — рання весна. Посів здійснюють на глибину 2–2,5 см у пухку, поживну суміш з рівних частин землі, торфу і піску. Оптимальна температура для проростання насіння — 20–25 °C. Після появи другого листка рослини обережно пересаджують у більший горщик, протягом перших 2–3 років утримують за постійної температури 18–20 °C. Після досягнення трирічного віку до саджанців застосовують зимове пониження температури до 12–14 °C. Рослини поливають помірно, а під час появи пуп'янків та квіток — рясно. Під час цвітіння не підживлюють, в період відносного спокою підживлюють щодекади повним мінеральним добривом і 0,05% розчином борної кислоти (10 г/м³ ґрунту). Стрелітція королівська добре реагує на обприскування теплою водою, влітку її бажано виносити на свіже повітря у напівзатінок.
Для вегетативного розмноження використовують особини у віці не менше 7 років. Загалом ці рослини зберігають високу декоративність до 10–12 років.

## Підвиди і форми
- Strelitzia reginae Aiton subsp. reginae — поширений в Східній Капській провінції та провінції Квазулу-Наталь на висотах від 155 до 600 м над рівнем моря;
- Strelitzia reginae Aiton subsp. mzimvubuensis Van Jaarsv. — зростає лише в Східній Капській провінції;
- Strelitzia reginae var. citrina Hort — форма з жовтими чашолистками.

## Синоніми
| - Heliconia strelitzia J.F.Gmel. - Strelitzia angustifolia W.T.Aiton - Strelitzia farinosa W.T.Aiton - Strelitzia gigantea J.Kern - Strelitzia glauca Rich. - Strelitzia humilis Link - Strelitzia ovata W.T.Aiton - Strelitzia parvifolia Aiton - Strelitzia reginae Banks - Strelitzia reginae var. crinita W.J.Richards - Strelitzia reginae var. farinosa (W.T.Aiton) Baker - Strelitzia reginae var. flava Gouas - Strelitzia reginae f. flava (Gouas) Siebert & Voss | - Strelitzia reginae var. glauca (A.Rich.) Baker - Strelitzia reginae var. humilis (Link) Baker - Strelitzia reginae f. humilis (Link) Siebert & Voss - Strelitzia reginae var. juncea (Ker Gawl.) H.E.Moore - Strelitzia reginae subsp. juncea (Ker Gawl.) Sm. - Strelitzia reginae var. lemoinieri Miellez ex Planch. - Strelitzia reginae var. ovata (W.T.Aiton) Baker - Strelitzia reginae var. parvifolia (W.T.Aiton) Maire & Weiller - Strelitzia reginae subsp. reginae - Strelitzia reginae var. rutilans C.Morren - Strelitzia regalis Salisb. - Strelitzia rutilans C.Morren. |